# Gerardo Behori Sipi Botau
Gerardo Behori Sipi Botau (ur. 30 kwietnia 1960) – poeta, pisarz i dramaturg z Gwinei Równikowej.
Należy do grupy etnicznej Bubi. Urodził się w Reboli na wyspie Fernando Poo (dzisiejsze Bioko) w okresie hiszpańskich rządów kolonialnych. Zawodowo związany ze szkolnictwem wyższym, wykładał na stołecznym Instituto Nacional de Enseñanza Media Rey Malabo. Wcześnie zaangażował się w życie kulturalne kraju, w początkach lat osiemdziesiątych XX wieku znalazł się wśród współzałożycieli Círculo Cultural Rebolano. Zainicjował również powstanie grupy teatralnej Jóvenes de la Paz.
Znany ze sporego dorobku literackiego obejmującego zbiory poezji, sztuki teatralne jak również różnorodne formy prozatorskie. Opublikował między innymi Trágicas noches, Sendas olvidadas, Sueños y realidad, La Misteriosa Bisila, Doña Juana oraz La hija del Predestino. W 1988 otrzymał nagrodę specjalną dwudziestolecia niepodległości za poezje Aliento en mi jardín.